# Stefan Büchel
Stefan Büchel (* 30. Juni 1986) ist ein ehemaliger liechtensteinischer Fussballspieler.

## Karriere

### Verein
Seine erste Station im Herrenbereich war der Hauptstadtklub FC Vaduz, für den er in der Saison 2005/06 spielte. Zur darauffolgenden Spielzeit wechselte er zur USV Eschen-Mauren. Wo er ab 2012 unter Vertrag stand, ist unbekannt.

### Nationalmannschaft
Büchel durchlief sämtliche U-Nationalmannschaften, bevor er am 12. November 2005 beim 1:2 im Freundschaftsspiel gegen Mazedonien sein Debüt in der liechtensteinischen Fussballnationalmannschaft gab, als er in der 78. Minute für Raphael Rohrer eingewechselt wurde. Bis 2009 war er insgesamt neun Mal für sein Heimatland im Einsatz.